# 摩西斯·西蒙
摩西斯·西蒙（英語：Moses Simon，1995年7月12日—）是一名奈及利亞的職業足球運動員，現效力法甲球隊巴黎FC，奈及利亞國家足球隊成員。

## 榮譽
根特
- 比利時職業聯賽冠軍 : 2014–15
- 比利時超級盃冠軍 : 2015

南特
- 法國盃冠軍 : 2021–22[5]